# フェルケセドゥーグー
フェルケセドゥーグー(フランス語：Ferkessédougou)はコートジボワール北部のサヴァヌ地方東部のチョロゴ州の州都。
北部ではコロゴに次いで2番目に大きい。
2014年の人口は約12万人。

## 経済
綿や砂糖黍等の大規模農業が中心である。
市内で主に家畜飼料に加工される。
東のコモエ国立公園や、西のニンバ山厳正自然保護区への観光客が多く訪れる。

## 民族

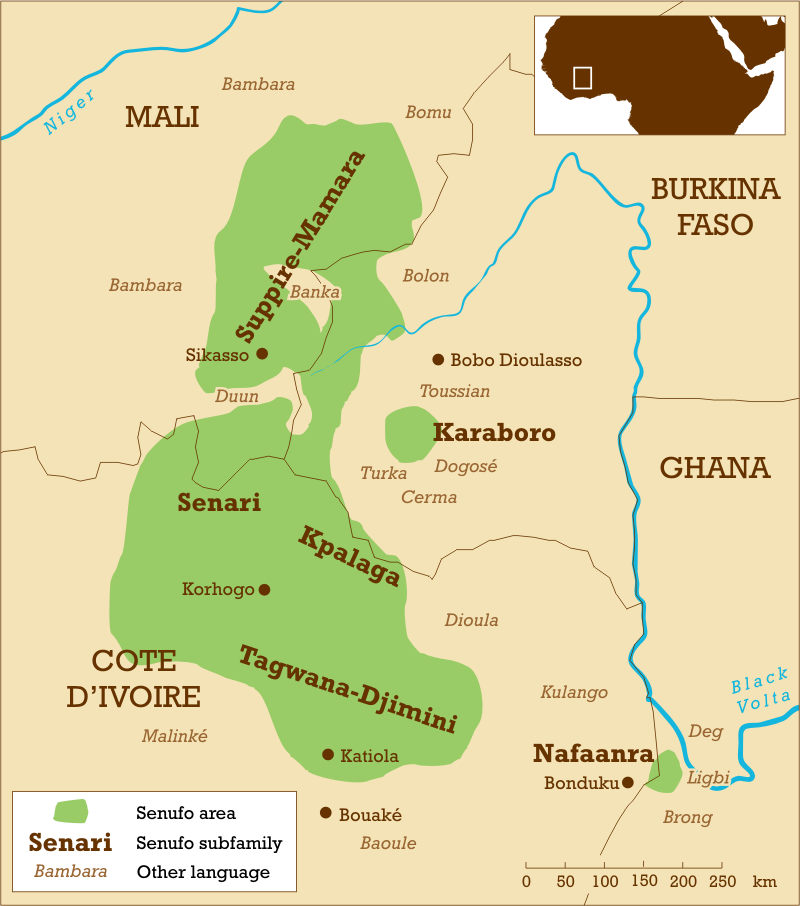
セヌフォ語の分布地図

セヌフォ人が中心である。

## 歴史
マリ帝国時代(1235年～1600年)に北のセヌフォ人が移住して来た。
マンディンカ族がイスラム教を信仰するのに対して、セヌフォ人はアフリカの伝統宗教を信仰した。
後に大量のマンディンカ族の商人階級であるジュラ人が定住し、多数派になった。
18世紀、東のコン帝国(1710年～1898年)が成長し、この地域を支配するようになった。
19世紀、コン帝国の拡大に伴い西に押し出されたニアラフォラ人のフェルケセ王が、フェルケセドゥーグーを設置した。

19世紀末、この地域はサモリ・トゥーレのワスール帝国に支配された。
1895年、フランス領西アフリカに併合された。
アビジャン⇔ニジェール鉄道が計画されたが、植民地時代にはアビジャン⇔フェルケセドゥーグーしか開通しなかった為、終点としての重要性を保った。
フランスが導入した綿の大規模栽培は、現在でも重要な収入源である。
1970年代後半、政府から地域発展の要に指定された。
5万t級の製糖工場が建てられた。

## 気候
サヘル南端のスーダン・サバンナに位置する。
年間平均降水量は1400mmで、国内では乾燥した都市に当たる。

標高は316mである。
| フェルケセドゥーグーの気候 | フェルケセドゥーグーの気候 | フェルケセドゥーグーの気候 | フェルケセドゥーグーの気候 | フェルケセドゥーグーの気候 | フェルケセドゥーグーの気候 | フェルケセドゥーグーの気候 | フェルケセドゥーグーの気候 | フェルケセドゥーグーの気候 | フェルケセドゥーグーの気候 | フェルケセドゥーグーの気候 | フェルケセドゥーグーの気候 | フェルケセドゥーグーの気候 | フェルケセドゥーグーの気候 |
| 月                         | 1月                        | 2月                        | 3月                        | 4月                        | 5月                        | 6月                        | 7月                        | 8月                        | 9月                        | 10月                       | 11月                       | 12月                       | 年                         |
| -------------------------- | -------------------------- | -------------------------- | -------------------------- | -------------------------- | -------------------------- | -------------------------- | -------------------------- | -------------------------- | -------------------------- | -------------------------- | -------------------------- | -------------------------- | -------------------------- |
| 平均最高気温 °C （°F）     | 33 (92)                    | 34 (94)                    | 34 (94)                    | 34 (93)                    | 33 (92)                    | 31 (88)                    | 29 (85)                    | 28 (83)                    | 29 (85)                    | 31 (88)                    | 33 (91)                    | 33 (91)                    | 31.8 (89.7)                |
| 平均最低気温 °C （°F）     | 16 (61)                    | 19 (67)                    | 23 (74)                    | 23 (74)                    | 23 (73)                    | 22 (71)                    | 21 (70)                    | 21 (70)                    | 21 (69)                    | 21 (69)                    | 19 (67)                    | 17 (63)                    | 20.5 (69)                  |
| 降水量 mm （inch）         | 5 (0.2)                    | 23 (0.9)                   | 48 (1.9)                   | 81 (3.2)                   | 150 (5.9)                  | 147 (5.8)                  | 191 (7.5)                  | 307 (12.1)                 | 241 (9.5)                  | 117 (4.6)                  | 33 (1.3)                   | 10 (0.4)                   | 1,353 (53.3)               |
| 出典：Weatherbase          |                            |                            |                            |                            |                            |                            |                            |                            |                            |                            |                            |                            |                            |

## 交通
- フェルケセドゥーグー空港（英語版）